# Zschokkella dogieli
Zschokkella dogieli is een microscopische parasiet uit de familie Myxidiidae. Zschokkella dogieli werd in 1964 beschreven door Pogoreltseva. 